# Kancelářská sponka

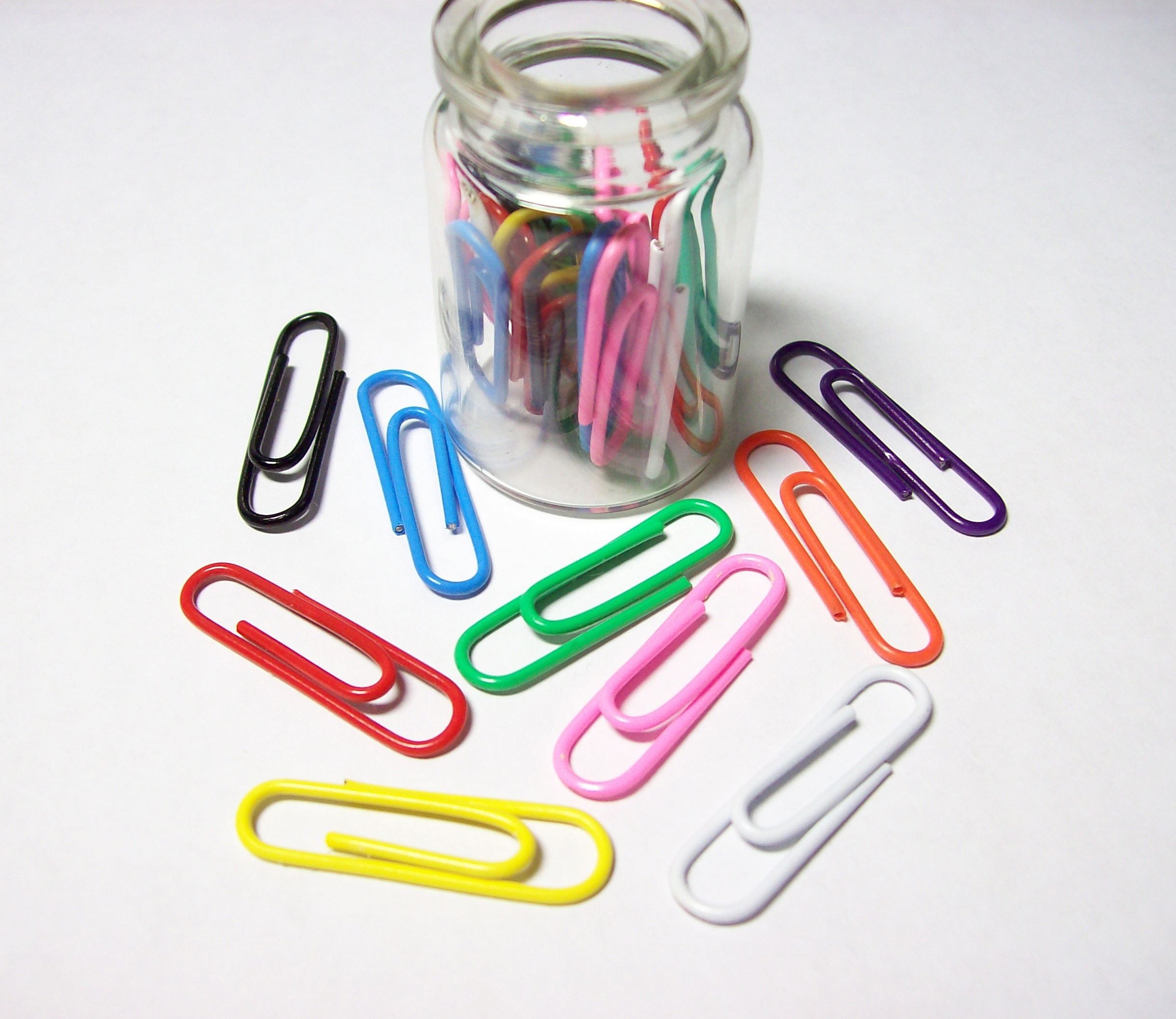
Barevné kancelářské sponky

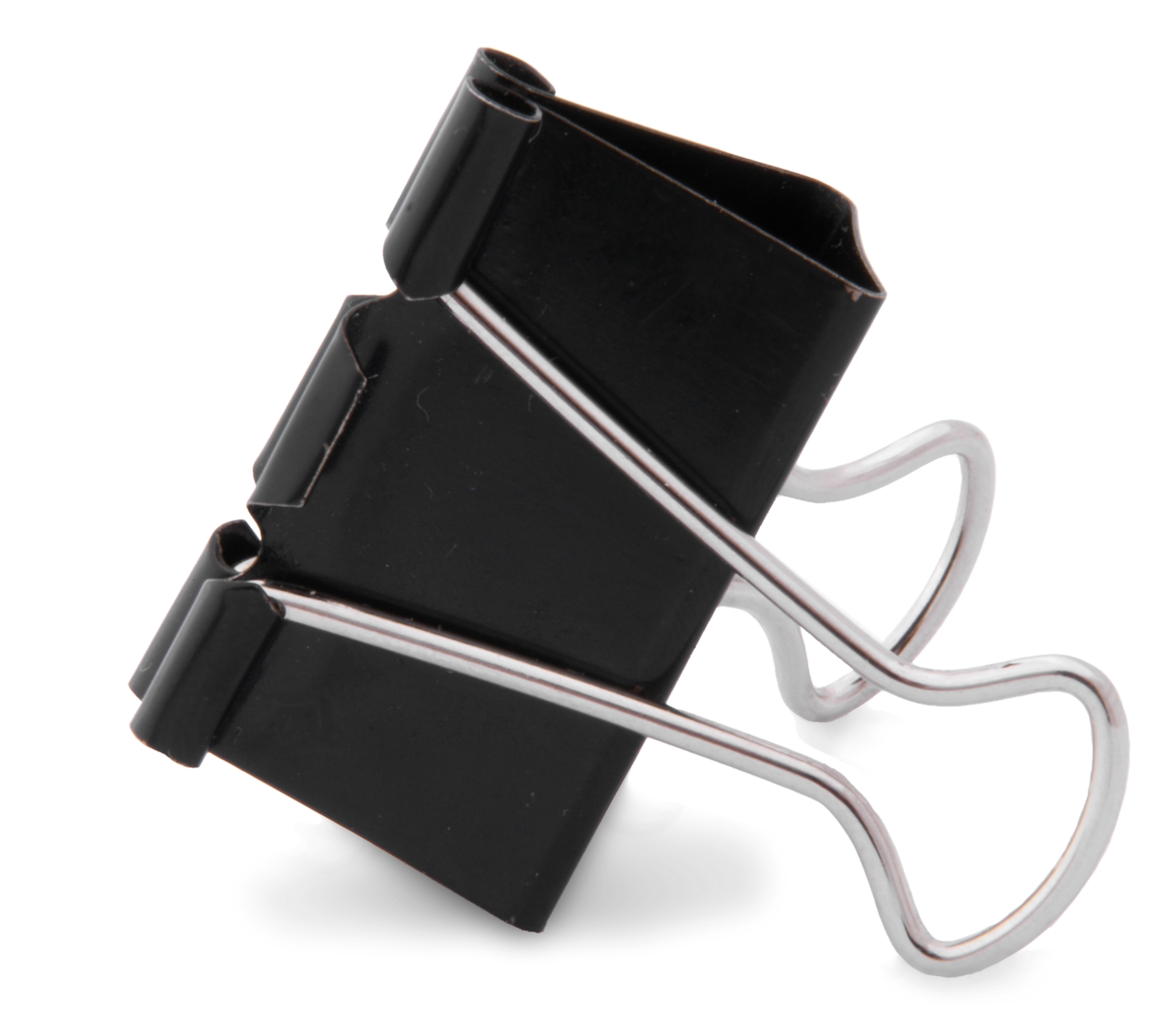
Plechová sponka na papíry

Kancelářská sponka (kancelářská svorka, dopisová spona) je drobná pomůcka praktické denní potřeby pro pružné spínání papírů. V kancelářské praxi se běžně používají různé typy sponek pro vzájemné spojování respektive spínání listů papíru, různých písemností, nejčastěji formátu A4, ale i jiných formátů.

## Principy
- Může se jednat o pružné sponky, které se na svazek papíru navlékají, respektive nasazují. Jde o snadno rozebiratelné spojení.
- V kancelářských sešívačkách se používají ale i sponky sešívací, což jsou vlastně dvojitě zahnuté ocelové drátky. U tohoto spojení se rozebírání již nepředpokládá, ačkoli je stále možné, ovšem v papírech pak zůstanou po sešití stopy: dvojice otvorů po drátcích a možná i přehyb rohu listů.

## Historie
Za vynálezce kancelářské sponky je obecně pokládán Johan Vaaler, zaměstnanec patentového úřadu v Oslo, který nechal svůj nápad zaregistrovat v roce 1899. Ve městě Sandvika dokonce existuje pomník kancelářské sponky jako norského objevu. Ve skutečnosti si však tento princip spojování papírů patentoval v roce 1867 Američan Samuel B. Fay a anglická firma Gem vyráběla od sedmdesátých let 19. století sponky dnešního typu, které měly navíc proti Vaalerovým tu výhodu, že oba konce byly zahnuté stejným směrem, což usnadňovalo manipulaci a nehrozilo roztrhnutí papíru.